# Clon (informática)
En informática, un clon es hardware o software diseñado para funcionar exactamente de la misma forma que otro sistema. Un subconjunto específico de clones son remakes (o rehace), que son resurgimientos de productos viejos, obsoletos o descontinuados.

## Actualidad del término - competencia
Hoy en día, las grandes marcas han cambiado su estrategia de negocio a raíz de la competencia y pérdida del sector comercial. Grandes compañías, como IBM y HP están orientando su enfoque a servicios y han dejado de lado la manufactura de hardware a terceros.